# Barrie Chase
Barrie Chase (New York, 20 ottobre 1933) è una ballerina e attrice statunitense.
Tra gli anni cinquanta e sessanta, prese parte a circa una trentina di film per la maggior parte in ruoli di ballerina. Fu assistente coreografa di Jack Cole alla MGM e lavorò con Fred Astaire soprattutto in televisione, come sua partner in An Evening with Fred Astaire, un programma della NBC di grande successo, vincitore di diversi Emmy Awards.

## Biografia
Figlia dello scrittore Borden Chase, nata a New York, all'età di sei anni andò a vivere con la famiglia in California, dove suo padre intraprese a Hollywood la carriera di sceneggiatore. La piccola Barrie crebbe a Encino, iniziando a studiare ballo. Abbandonò l'idea di andare a New York dove proseguire la sua carriera di ballerina per rimanere in California con la madre, la pianista Lee Keith, dopo il divorzio dei genitori.
Negli anni sessanta, la ballerina apparve anche in Italia, nel popolarissimo programma televisivo Studio Uno, e, nel 1971, nel varietà televisivo di grande successo Teatro 10.

## Filmografia

### Cinema
- Scaramouche, regia di George Sidney (1952)
- La strada dell'eternità (Glory Alley), regia di Raoul Walsh (1952)
- La principessa di Bali (Road to Bali), regia di Hal Walker (1952)
- Il favoloso Andersen (Hans Christian Andersen), regia di Charles Vidor (1952)
- The I Don't Care Girl, regia di Lloyd Bacon (1953)
- Chiamatemi Madame (Call Me Madam), regia di Walter Lang (1953)
- Brigadoon, regia di Vincente Minnelli (1954)
- Bianco Natale (White Christmas), regia di Michael Curtiz (1954)
- Così parla il cuore (Deep in My Heart), regia di Stanley Donen (1954)
- Papà Gambalunga (Daddy Long Legs), regia di Jean Negulesco  (1955)
- Quando una ragazza è bella (Bring Your Smile Along), regia di Blake Edwards (1955)
- Lo sciopero delle mogli (The Second Greatest Sex), regia di George Marshall (1955)
- Uno straniero tra gli angeli (Kismet), regia di Vincente Minnelli e Stanley Donen (1955)
- Il conquistatore (The Conqueror), regia di Dick Powell (1956)
- Colui che rise per ultimo (He Laughed Last), regia di Blake Edwards (1956)
- La felicità non si compra (The Best Things in Life Are Free), regia di Michael Curtiz (1956)
- Sesso debole? (film 1956) (The Opposite Sex), regia di David Miller (1956)
- Autostop (You Can't Run Away from It), regia di Dick Powell (1956)
- The Great Man, regia di José Ferrer (1956)
- La bella di Mosca (Silk Stockings), regia di Rouben Mamoulian (1957)
- Les Girls, regia di George Cukor (1957)
- Pal Joey, regia di George Sidney (1957)
- Il dominatore di Chicago (Party Girl), regia di Nicholas Ray (1958)
- Martedì grasso (Mardi Gras), regia di Edmund Goulding (1958)
- Testa o croce (The George Raft Story), regia di Joseph M. Newman (1961)
- Il promontorio della paura (Cape Fear), regia di J. Lee Thompson (1962)
- Questo pazzo, pazzo, pazzo, pazzo mondo (It's a Mad, Mad, Mad, Mad World), regia di Stanley Kramer (1963)
- Il volo della fenice (The Flight of the Phoenix), regia di Robert Aldrich (1965)

### Televisione
- Have Gun - Will Travel – serie TV, episodio 2x08 (1958)
- La legge di Burke (Burke's Law) – serie TV, episodio 1x02 (1963)
- Bonanza – serie TV, episodio 6x18 (1965)
- Mr. Roberts (Mister Roberts) – serie TV, episodio 1x27 (1966)